# Timo Schultz
Timo Schultz (ur. 26 sierpnia 1977 w Wittmund) – niemiecki trener i piłkarz występujący na pozycji pomocnika. 

## Kariera
Schultz jako junior grał w klubach TuS Esens oraz Werder Brema. W 1996 roku został włączony do rezerw Werderu. Przez 4 lata rozegrał w nich 107 spotkań i zdobył 15 bramek. W 2000 roku odszedł do zespołu VfB Lübeck z Regionalligi Nord. Spędził tam 2 lata, a latem 2002 roku odszedł z klubu. Na początku 2003 roku podpisał kontrakt z ekipą Holstein Kilonia (Regionalliga Nord). Jej barwy reprezentował przez 2,5 roku.
Latem 2005 roku Schultz został graczem zespołu FC St. Pauli, również z Regionalligi Nord. W 2007 roku awansował z nim do 2. Bundesligi. Zadebiutował w niej 10 sierpnia 2007 roku w przegranym 0:2 meczu z 1. FC Köln. 11 kwietnia 2008 roku w wygranym 3:1 pojedynku z SV Wehen strzelił pierwszego gola w 2. Bundeslidze. W 2010 roku awansował z zespołem do Bundesligi. Pierwszy mecz zaliczył w niej 25 września 2010 roku przeciwko Borussii Dortmund (1:3).